# Leedener Berg
Der Leedener Berg (auch Leederberg) ist eine 202,4 m ü. NHN hohe Erhebung im Teutoburger Wald im nordrhein-westfälischen Kreis Steinfurt.
Er befindet sich im Tecklenburger Land westlich des Dorfs Leeden, einem Stadtteil des rund 4 km westlich gelegenen Tecklenburg, und etwa 3,3 km nordnordöstlich der Kernstadt von Lengerich.
Etwa 450 m westnordwestlich des Berggipfels verläuft die Bundesautobahn 1, über die dort der ostsüdostwärts über die Nordflanke des Bergs führende Hermannsweg auf der über 50 m hohen Hermannsbrücke führt. Rund 1,6 km südwestlich führt die Autobahn auf der Talbrücke Exterheide über das Tal des Leedener Mühlenbachs.
Nordwestlich in 1,9 km Entfernung des Leedener Bergs befindet sich der Fernmeldeturm Tecklenburg.